# Репчик, Йозеф
Йозеф Репчик (словац. Jozef Repčík; род. 3 августа 1986, Миява, Тренчинский край) — словацкий легкоатлет, специалист по бегу на средние дистанции. Выступал на профессиональном уровне в 2002—2018 годах, обладатель серебряной медали Всемирной Универсиады, многократный чемпион Словакии, действующий рекордсмен страны на дистанции 800 метров в помещении и на открытом стадионе, участник двух летних Олимпийских игр.

## Биография
Йозеф Репчик родился 3 августа 1986 года в городе Миява, Чехословакия. Занимался лёгкой атлетикой в Дубнице-над-Вагом, проходил подготовку в местном клубе «Спартак Дубница». Окончил Словацкий сельскохозяйственный университет в городе Нитра.
Впервые заявил о себе на международном уровне в сезоне 2002 года, когда в беге на 400 метров стал шестым на турнире в венгерском Сомбатхее.
В 2003 году в составе словацкой сборной дошёл до полуфинала в беге на 800 метров на юношеском мировом первенстве в Шербруке, одержал победу на Европейском юношеском олимпийском фестивале в Париже.
В 2004 году в дисциплине 800 метров представлял Словакию на юниорском мировом первенстве в Гроссето, остановился в полуфинале.
На юниорском европейском первенстве 2005 года в финале 800 метров пришёл к финишу седьмым.
В 2006 году дошёл до полуфинала на взрослом чемпионате Европы в Гётеборге.
В 2007 году бежал 800 метров на чемпионате Европы в помещении в Бирмингеме, стал пятым на молодёжном европейском первенстве в Дебрецене и на Всемирной Универсиаде в Бангкоке, стартовал на чемпионате мира в Осаке.
В 2008 году дошёл до полуфинала на чемпионате мира в помещении в Валенсии, установил ныне действующие рекорды Словакии в беге на 800 метров на открытом стадионе и в помещении — 1:44.94 и 1:47.06 соответственно. Благодаря череде успешных выступлений удостоился права защищать честь страны на летних Олимпийских играх в Пекине — в ходе предварительного квалификационного этапа 800 метров показал время 1:48.64, чего оказалось недостаточно для выхода в полуфинальную стадию соревнований.
В 2009 году бежал 800 метров на Всемирной Универсиаде в Белграде и на чемпионате мира в Берлине.
В 2010 году отметился выступлением на чемпионате Европы в Барселоне.
На чемпионате Европы 2012 года в Хельсинки в финале финишировал седьмым.
В 2013 году дошёл до полуфинала на чемпионате Европы в помещении в Гётеборге, завоевал серебряную награду на Всемирной Универсиаде в Казани, выступил на чемпионате мира в Москве, был четвёртым на Франкофонских играх в Ницце.
В 2014 году занял восьмое место в эстафете 4×800 метров на эстафетном чемпионате мира в Нассау, стал седьмым на чемпионате Европы в Цюрихе.
В 2015 году дошёл до полуфинала на чемпионате Европы в помещении в Праге, стартовал на чемпионате мира в Пекине.
В 2016 году принимал участие в чемпионате Европы в Амстердаме и в Олимпийских играх в Рио-де-Жанейро, в обоих случаях не смог преодолеть предварительные квалификационные этапы.
В 2017 году среди прочего выступил на чемпионате Европы в помещении в Белграде.
Завершил спортивную карьеру по окончании сезона 2018 года.